# Adonxs
Adam Pavlovčin (* 13. září 1995 Myjava), známý profesionálně jako ADONXS ([adonys]), je slovenský zpěvák, skladatel, model, tanečník a bývalý zpěvák londýnské alternativní kapely PACE. V roce 2021 vyhrál 7. řadu Česko Slovenské SuperStar. Je pětinásobným mistrem Slovenska v tanečních disciplínách IDO. V roce 2022 jej Forbes zařadil do seznamu 30 pod 30 a byl nominován na nejlepšího nového umělce v anketě popularity Ruka Hore Awards. V listopadu 2022 vyšlo jeho debutové sólové studiové album Age of Adonxs, se kterým získal řadu ocenění, například Album roku, Nejlepší mužský umělec nebo Nejlepší nový umělec na Slovensku. V roce 2025 reprezentoval Česko na Eurovision Song Contest.

## Život
Narodil se v Myjavě, vyrůstal v Senici. Již v raném věku se začal zajímat o tanec a zpěv, v čemž ho inspirovala starší sestra. Připojil se k juniorské taneční skupině, chodil na hodiny zpěvu a začal se učit na klavír. Během dospívání ale prošel změnou hlasu, který se z tenoru změnil na basso profondo, nejnižší bas. Kvůli tomu přestal zpívat a zaměřil se na tanec. Vystupoval s profesionálními tanečními skupinami a pětkrát vyhrál mistrovství Slovenska v disciplínách IDO.
V patnácti letech se odstěhoval od rodiny do Bratislavy, aby navštěvoval dvojjazyčnou střední školu a navštěvoval hodiny herectví na akademii v divadle Nová scéna. V 16 letech podepsal smlouvu s modelingovou agenturou. Poté se opět začal věnovat zpěvu. Přestěhoval se do Prahy a navštěvoval hodiny zpěvu u operní pěvkyně Hany Peckové. Rok se živil jako umělec na volné noze v Praze, než se přestěhoval do Londýna za hudební kariérou. Bakalářský titul v oboru skládání písní a kreativního hudebního umění získal na Britském a irském institutu moderní hudby v Londýně, studium ukončil s vyznamenáním. Aby zaplatil školné, pracoval jako číšník, barista, hlídal děti, učil hudbu nebo si přivydělával modelingem.

## Kariéra
Na střední škole založil se svým spolužákem Adriánem Čermákem hudební skupinu PACE. Po přesunu do Londýna se k duu připojili kytarista z Monaka a bubeník z Řecka. Začátkem roku 2018 vydali své debutové EP s názvem Keeper, alternativní, převážně barokně popovou nahrávku, která zahrnuje prvky symfonického orchestru. O rok později skupina vydala singl „Hunt Me Down“ a o rok později „Fallen“. Z důvodu pandemie covidu-19 a uzavření hudebních klubů se ale Pavlovčin přestěhoval zpět do Prahy, aby se v roce 2021 vydal na sólovou dráhu.
V roce 2021 vyhrál SuperStar. Po vítězství podepsal smlouvu se společností Warner a začal připravovat své debutové album. Na Slovensku ho časopis Forbes zařadil do seznamu 30 pod 30. Dne 20. května 2022 vydal svůj debutový sólový singl „Moving On“ pod mononymním uměleckým jménem ADONXS, které odkazuje na řeckého boha krásy a touhy Adónise. Dne 4. června 2022 měl premiéru duet singlu „Moving On“ s Celeste Buckingham. Dne 19. srpna 2022 vydal svůj druhý singl „Game“, 18. října přidal třetí singl „Cold Summer“.
Jeho debutové sólové album Age of Adonxs vyšlo v listopadu 2022. Musicserver jej vyhodnotil jako nejlepší album roku 2022 na Slovensku. Začátkem roku 2023 obdržel dvě hudební ceny Evropy 2 za nejlepšího mužského umělce a nejlepšího nového umělce. Na udílení cen Ruka Hore Awards 2022 získal nominaci na Umělce roku a Album roku a získal cenu Europa 2 Song of the Year. V České republice bylo album Age of Adonxs nominováno na cenu Anděl za nejlepší slovenské album roku 2022.
Dne 28. července 2023 vydal čtvrtý singl „No Common Measure“, který 22. listopadu následoval singl „Overthinker“. V roce 2024 byl nominován na cenu Křišťálové křídlo 2023 v kategorii pop music. Svou první píseň ve slovenštině „Sám“ vydal 15. března 2024.
V prosinci 2024 bylo oznámeno, že bude reprezentovat Česko na Eurovision Song Contest 2025. S písní „Kiss Kiss Goodbye“ vystoupil ve druhém semifinále, kde ale skončil s 29 body na 12. místě a do finále se nekvalifikoval.

## Diskografie

### Alba
- 2018: Pace – Keeper
- 2021: Adam Pavlovčin SuperStar 2021
- 2022: Age of Adonxs

### Singly
- 2019: „Hunt Me Down“
- 2020: „Fallen“
- 2022: „Moving On“
- 2022: „Game“
- 2022: „Cold Summer“
- 2023: „No Common Measure“
- 2023: „OVRTHNKR“
- 2024: „Sám“
- 2025: „Kiss Kiss Goodbye“